# الجمعية الرياضية النسائية ببوحجلة
الجمعية الرياضية النسائية ببوحجلة، هو فريق تونسي لكرة قدم النسائية تأسس سنة 2011. في مدينة بوحجلة، ولاية القيروان، يلعب هذا الفريق في الرابطة التونسية المحترفة لكرة القدم للسيدات في موسم 2022–23.

## سجل ألقاب النادي
- البطولة التونسية للسيدات  (1) : 2022–23.[3]
- كأس الاتحاد الوطني للمرأة :

♦ الدور النهائي  (1) : 2021.
+ ملاحظة: أمينة عبد اللاوي هي رئيسة ومدربة الجمعية الرياضية النسائية ببوحجلة.

## وصلات خارجية
- الموقع الرسمي للجامعة التونسية لكرة القدم.